# Jaime Felipa
Jaime Antonio Felipa (ur. 13 czerwca 1944 w Willemstad, zm. 6 marca 2011 tamże) – judoka z Antyli Holenderskich.
W 1976 zajął 12. miejsce w wadze ciężkiej na igrzyskach olimpijskich.
Dwukrotny medalista igrzysk panamerykańskich. W 1975 zdobył srebro w kategorii open, a w 1979 wywalczył brąz w wadze ciężkiej (pow. 95 kg). Medalista igrzysk Ameryki Środkowej i Karaibów w 1974 i 1978 roku.